# Лю Нин
Лю Нин (кит. 梁言顺, род. январь 1962, Линьцзян, Цзилинь) — китайский политический деятель, секретарь (глава) парткома КПК Гуанси-Чжуанского автономного района с 21 октября 2021 года.
Ранее занимал должности губернатора провинций Ляонин и Цинхай. Член ЦК Коммунистической партии Китая 20-го созыва. Значительная часть карьеры Лю Нина связана с распределением и использованием водных природных ресурсов.

## Биография
Родился в январе 1962 года в городском округе Линьцзян, провинция Цзилинь.
С 1978 по 1983 гг. учился на факультете гидротехники Уханьского университета гидравлики и электротехники (ныне является подразделением Уханьского университета), по окончании которого получил специальность «водное хозяйство и гидроэнергетика».
С июля 1983 по 1996 гг. — сотрудник, заместитель заведующего лабораторией, замдиректора бюро управления по планированию рек бассейна Янцзы, глава комиссии конструкторского бюро планового и проектного института при Комитете водных ресурсов Янцзы .
В августе 1990 года вступил в Компартию Китая.
С октября 1996 по апрель 2002 гг. — помощник, заместитель главного инженера, главный инженер Комитета водных ресурсов Янцзы, главный инженер конструкторского управления по планированию проектов поворота южных рек на север.
В апреле 2002 года переведён в Министерство водных ресурсов КНР. Заместитель главного инженера, главный инженер конструкторского управления по планированию проектов поворота рек на север (в Министерстве). С 2003 по 2009 гг. — главный инженер министерства.
С января 2009 по апрель 2017 гг. — заместитель министра водных ресурсов КНР. Одновременно член парткома КПК министерства (с 2009), глава секретариата парткома КПК, председатель комиссии национального контроля за наводнениями и засухами (2009—2016), парторг этой комиссии (до 2017), член Комитета Госсовета КНР по строительству крупнейшей в мире электростанции «Три ущелья».
В апреле 2017 года назначен заместителем секретаря парткома КПК провинции Цинхай. В том же году начал совмещать должности ректора Партийной школы КПК в провинции и главы местной политико-юридической комиссии.
С 7 августа 2018 по 22 июля 2020 года — губернатор провинции Цинхай. Утверждён в этой должности Собранием народных представителей провинции в сентябре 2018 года.
1 июля 2020 года переведён на должность губернатора провинции Ляонин.
19 октября 2021 года назначен на высший региональный пост секретаря (главы) парткома КПК Гуанси-Чжуанского автономного района.